# ویلیام نیگرد
ویلیام نیگُرد (نروژی: William Nygaard) زادهٔ ۱۶ مارس ۱۹۴۳م، در اسلو، کارشناس ارشد مدیریت بازرگانی و اقتصاد، ناشر و مدیر بازنشستهٔ مؤسسهٔ اشچئوگ (۱۹۷۴ تا ۲۰۱۰م) و رئیس هیئت مدیرهٔ انجمن قلم نروژ (۲۰۱۳ تا ۲۰۱۹م) و یک شخصیت فرهنگی نروژی است.
ویلیام نیگُرد، در سال ۱۹۶۷م، با دریافت مدرک کارشناسی ارشد در رشتهٔ اقتصاد و مدیریت بازرگانی، فارغ‌التحصیل شد. وی نوهٔ ویلیام مارتین نیگُرد، بنیان‌گذار مؤسسهٔ انتشارات اشچئوگ، است. در سال ۱۹۷۴م، مدیریت مؤسسهٔ خانوادگی انتشارات اشچئوگ، به ویلیام نیگُرد جوان سپرده شد.

## سوءقصد در اسلو
در اکتبر سال ۱۹۹۳م، ویلیام نیگُرد در خارج منزل خود در اسلو مورد اصابت گلوله قرار گرفت و به شدت مجروح شد. اعتقاد غالب بر این است که این سوءقصد، در ارتباط با انتشار رمان آیات شیطانی نوشتهٔ سلمان رشدی، در سال ۱۹۸۹م، توسط مؤسسه انتشارات اشچئوگ، صورت گرفته‌است. 
 در اوایل همان سال که این کتاب در نروژ انتشار یافت، آیت‌الله خمینی، رهبر وقت ایران، این کتاب را کفر آمیز تشخیص داده؛ و متعاقب آن، فتوای قتل رشدی و هرکسی که در چنین جرمی، دست داشته، را صادر کرده بود. این فتوا، موجی از اعتراض، در چند کشور جهان، از جمله نروژ، به بار آورد. در سال ۱۹۹۱م، مترجم ژاپنی رمان آیات شیطانی، با چاقو به قتل رسید. همان سال، مترجم ایتالیایی نیز از یک سوء قصد، جان سالم به در برد. در نروژ، تحقیقات پلیس پس از سوءقصد به جان ویلیام نیگُرد در اسلو، بی‌نتیجه ماند و هیچ‌کسی بازداشت نشد.
پس از این سوءقصد، ویلیام نیگُرد، بر سر مواضع خود مبنی بر دفاع از سلمان رشدی و آزادی بیان، با قاطعیت باقی ماند. در سال ۱۹۹۴م، جایزه آزادی بیان در نروژ، به خاطر تلاش ویلیام نیگُرد در دفاع از آزادی بیان، به وی تعلق گرفت.